# Bioggio
Bioggio es una comuna suiza del cantón del Tesino, situada en el distrito de Lugano, círculo de Agno. Limita al noroeste con la comuna de Alto Malcantone, al norte con Manno, al este con Vezia y Lugano, al sur con Muzzano y Agno, al suroeste con Vernate, Curio y Aranno, y al oeste con Cademario.
La comuna actual es el resultado de la anexión del territorio de las antiguas comunas de Bosco Luganese y Cimo en 2004, así como la anexión de la comuna de Iseo en 2008.

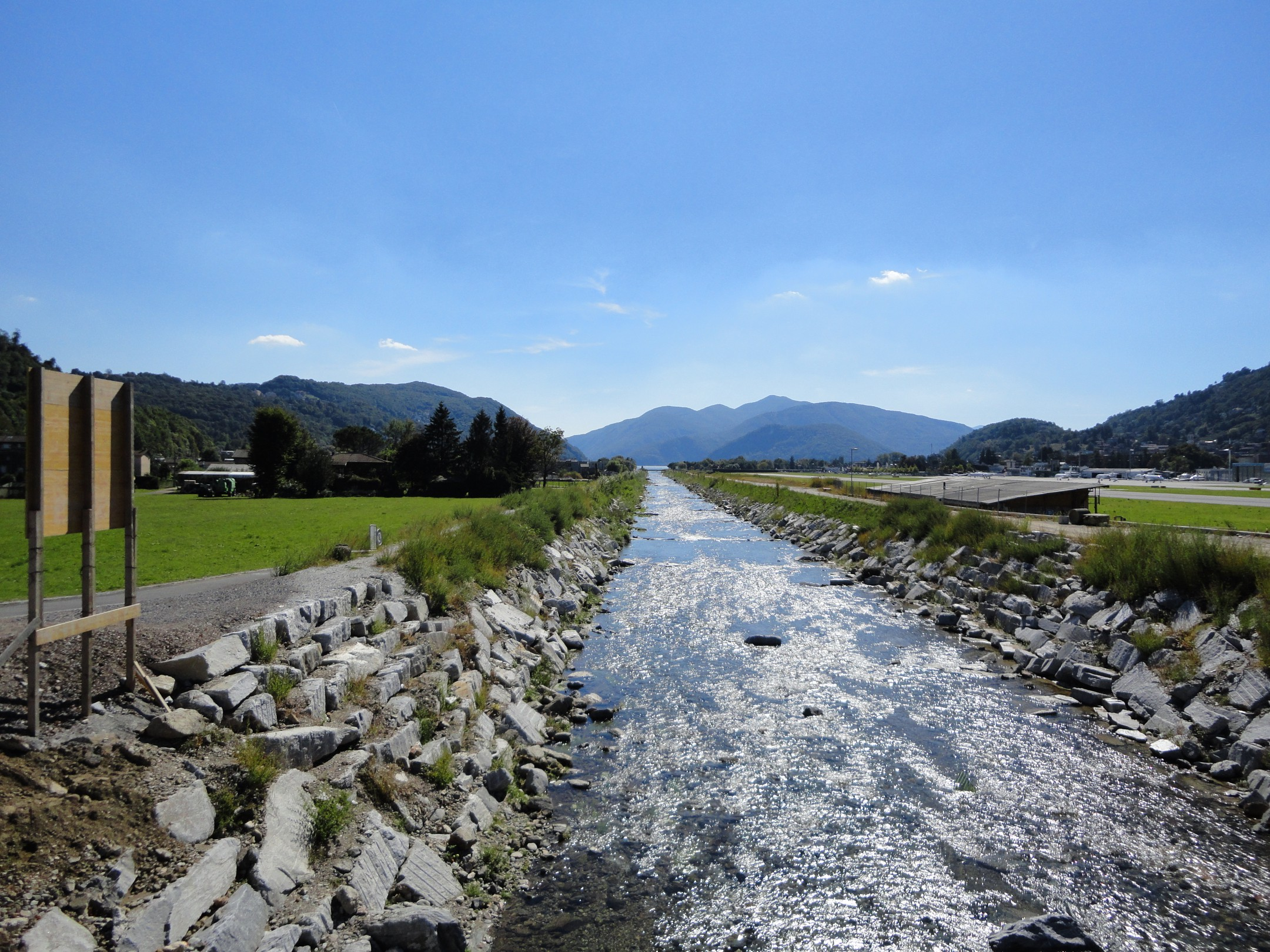
El río Vedeggio a su paso por Bioggio.